# CD32 (proteina)
Il CD32 è una glicoproteina di membrana presente sui linfociti B e sui macrofagi.
Il suo nome FCγRII è indicativo della sua funzione ovvero recettore per la parte costante delle immunoglobuline di tipo γ con affinità intermedia (mentre FCγRI ha affinità alta e FCγRIII bassa).